# Montezuma, Georgia
Montezuma är en ort i Macon County i delstaten Georgia, USA.